# San Pedro de la Nave-Almendra
San Pedro de la Nave-Almendra è un comune spagnolo di 420 abitanti situato nella comunità autonoma di Castiglia e León.

## Monumenti e luoghi d'interesse
Nel comune, in località El Campillo si trova la chiesa di San Pedro de la Nave di origine visigota.  La chiesa è stata spostata dal sito originario nel 1930, sotto la guida dell'architetto Alejandro Ferrant, in quanto una diga avrebbe sommerso l'edificio.